# Snežnica
Snežnica (Hongaars: Havas) is een Slowaakse gemeente in de regio Žilina, en maakt deel uit van het district Kysucké Nové Mesto.
Snežnica telt 1.022 inwoners.